# General Pico
General Pico är en kommunhuvudort i Argentina.   Den ligger i provinsen La Pampa, i den centrala delen av landet, 500 km väster om huvudstaden Buenos Aires. General Pico ligger 143 meter över havet och antalet invånare är 57 029.
Terrängen runt General Pico är mycket platt. General Pico är det största samhället i trakten.
Trakten runt General Pico består till största delen av jordbruksmark. Runt General Pico är det ganska glesbefolkat, med 24 invånare per kvadratkilometer.